# Jean Tschabold
Jean Tschabold   (Epalinges, 25 de desembre de 1925 - Epalinges, 29 d'abril de 2012) va ser un gimnasta artístic suís que va competir durant les dècades de 1940 i 1950.
El 1952 va prendre part en els Jocs Olímpics d'Estiu de Hèlsinki, on disputà vuit proves del programa de gimnàstica. Guanyà la medalla de plata en el concurs complet per equips, mentre en la resta de proves destaca la cinquena posició en les barres paral·leles, la sisena en la barra fixa i la vuitena en el concurs complet individual i el cavall amb arcs.
En el seu palmarès també destaquen diversos campionats nacionals i dues medalles al Campionat del Món de gimnàstica artística, d'or el 1950 i de bronze el 1954.